# Lagaroceras megalops
Lagaroceras megalops är en tvåvingeart som beskrevs av Becker 1903. Lagaroceras megalops ingår i släktet Lagaroceras och familjen fritflugor. Inga underarter finns listade i Catalogue of Life.